# Luigi Morgano
Luigi Morgano, né le 15 mars 1951 à Brescia en Lombardie, est un homme politique italien.